# Mazda CX-30
 (јап. マツダ・CX-30) је субкомпактни кросовер СУВ који производи Мазда. Заснован на четвртој генерацији Мазде3, дебитовао је на Салону аутомобила у Женеви 2019. године, да би се нашао између СХ-3 и СХ-5. У Јапану је пуштен у продају 24. октобра 2019. године са глобалним јединицама које су се производиле у Маздиној фабрици у Хирошими, јединицама у Северној и Јужној Америци изграђеним у Саламанци, Гванахуато, Мексико, Тајландске и почетне аустралијске јединице произведене у фабрици AutoAlliance Thailand у Рајонгу, и јединице за кинеско тржиште које је у Нанкингу производила Шанган Мазда. Главни конкуренти су: Тојота C-HR и Кија икссид.

## Преглед
CX-30 има лагану конструкцију за побољшање перформанси и економичности, а нуди се или са погоном на предње точкове или са погоном на све точкове.
Према речима Наохита Саге, програмског менаџера CX-30, нови модел је намењен возачима који су још увек слободни или су у браку и оснивају породицу у Сједињеним Државама. Главни дизајнер Мазде Рио Јанагисава рекао је да ће бити прихватљивији као породични аутомобил у Европи и Јапану. Сага је такође приметила да је Мазда дала име возилу CX-30, како би се избегла забуна са CX-4 само за Кину.
CX-30 је објављен у Великој Британији у децембру 2019. и у Северној Америци у јануару 2020. Лансиран је на Филипинима 28. новембра 2019, Малезији 15. јануара 2020, Индонезији 28. јануара 2020. и Тајланду 6. марта 2020. 2.5 турбо модел је објављен у међународној продаји у фебруару 2021.

## Галерија
- Задњи поглед
- унутрашњост

## Дизајн

### Погонски склоп
| Година | Мотор                 | Снага                 | Обртни момент | Преношење                                         |
| ------ | --------------------- | --------------------- | ------------- | ------------------------------------------------- |
| 2019-  | 2.0Л ПЕ-ВПС И4        | 155 КС (116 киловата) | 203 Нм        | 6-брзински Скајактив-Драјв АТ или Скајактив-МТ МТ |
| 2019-  | 2.5Л ПИ-ВПС И4        | 186 КС (139 киловата) | 252 Нм        | 6-брзински Скајактив-Драјв АТ или Скајактив-МТ МТ |
| 2021-  | 2.5Л ПИ-ВПТС И4 турбо | 250 КС (186 киловата) | 434 Нм        | 6-степени Скајактив-Драјв АТ                      |

### Сигурносне карактеристике
СХ-30 је опремљен са седам ваздушних јастука, Исофик, АБС и ЕБС .

## Сигурност

### Euro NCAP
Резултати Еuro NCAP теста за ЛХД, хечбек варијанту са 5 врата на регистрацији 2019:
| Тест                     | Бодови | %   |
| ------------------------ | ------ | --- |
| свеукупно                |        |     |
| Заштита одраслих путника | 37.6   | 99% |
| Заштита деце путника     | 42.2   | 86% |
| Пешак                    | 38.7   | 80% |
| Сигурносна помоћ         | 10     | 77% |

### ANCAP
Резултати ANCAP теста на РХД, варијанти малог СУВ-а са 5 врата на регистрацији 2020:
| Резултати ANCAP теста                   |     |
| ANCAP безбедносна оцена                 |     |
| Заштита одраслих путника                | 99% |
| Заштита деце путника                    | 88% |
| Заштита угрожених учесника у саобраћају | 80% |
| Сигурносна помоћ                        | 76% |

### IIHS

#### 2021
2021 CX-30 је добио награду "Тоp Safety Pick +" од стране Института за осигурање за безбедност на путевима . Добио је укупне оцене „Добро“ и „Супериорно“ у свим категоријама осим за Премиум опрему направљену пре октобра 2020. године, пошто је добио оцену „Лоше“ за фарове због тога што ниска светла ЛЕД пројектора стварају прекомерно одсјај.
| Мало преклапање напред (возач)                             | Добро    |
| Предњи део са малим преклапањем (путнички)                 | Добро    |
| Умерено преклапање фронта                                  | Добро    |
| Страна (оригинални тест)                                   | Добро    |
| Снага крова                                                | Добро    |
| Наслони за главу и седишта                                 | Добро    |
| Предња светла (све опреме осим Премиум, пре октобра 2020.) | Добро    |
| Предња светла (премијум опрема, пре октобра 2020.)         | Лошe     |
| Превенција предњег судара (Vehicle-to-Vehicle)             | Супериор |
| Превенција предњег судара (од возила до пешака, дан)       | Супериор |
| Анкери за дечије седиште (LATCH) једноставност употребе    | Добро+   |

#### 2022
2022 СX-30 добио је награду "Top Safety Pick +" од стране Института за осигурање за безбедност на путевима.
| Мало преклапање напред (возач)                          | Добро    |
| Предњи део са малим преклапањем (путнички)              | Добро    |
| Умерено преклапање фронта                               | Добро    |
| Страна (оригинални тест)                                | Добро    |
| Снага крова                                             | Добро    |
| Наслони за главу и седишта                              | Добро    |
| Фарови                                                  | Добро    |
| Превенција предњег судара (Вехицле-то-Вехицле)          | Супериор |
| Превенција предњег судара (од возила до пешака, дан)    | Супериор |
| Анкери за дечије седиште (ЛАТЦХ) једноставност употребе | Добро+   |

## Пријем
CX-30 је добио позитивне критике по објављивању. Top Gear му је дао оцену 7 од 10, а пресуда је била: „Добар ауто, Мазда CX-30. Добро рукује, изгледа паметно и има лепу унутрашњост.“  Car and driver су га оценили са 9,5 од 10, коментаришући да „Ако купујете мале теренце, Мазда CX-30 би требало да буде на врху ваше листе за разматрање.“  Edmunds.com му је дао оцену 7,9 од 10, коментаришући да је „додуше, то је возило за нишу, али има потенцијал да буде „таман“ за купце аутомобила који желе мало пространије и лепше возило од субкомпактни цроссовер СУВ, али не воле веће трошкове већих модела као што су CX-5 или ЦР-В . Алан Тејлор-Џонс из Autocar -а дао је CX-30 четири од пет звездица, рекавши: „Задовољавајуће окретан и благословен ентеријером заиста високог квалитета, CX-30 је примамљив избор ако вам нису потребне огромне количине простора унутра." 
С друге стране, Кристијан Сибо из Мотор Тренд -а није био импресиониран CX-30, рекавши да је „Крајњи резултат да се не осећа ни спортски ни луксузно. Као и сам бренд, CX-30 (поред успешнијег CX-5) се налази заглављен у средини. Што је још горе, то је разочаравајући напор у такмичарској класи.“  What Car? оценио је CX-30 са три од пет звездица, коментаришући да „Његова права снага лежи у његовој способности да се осећа луксузно као и премиум брендови у овој класи по много нижој цени. Само запамтите да је задњи простор тесан, а ни пртљажник није нешто о чему треба писати." 

## Награде
СX-30 је освојио награду Ред Дот за дизајн 2020. у категорији путничких аутомобила, као и 2020. Autozeitung Десигн Тропхи у категорији СУВ возила. Такође је добио награду за Златни волан Ауто Билд за 2019. у категорији СУВ/кросовер за возила до 4,4 метра дужине  и проглашен је за Тајландски аутомобил године 2020. од стране Тајландског удружења аутомобилских новинара, као и Најбољи аутомобил године по избору уредника за 2020. по избору Тop Gear Philiphines .
Године 2021, СX-30 је проглашен за аутомобил године од стране часописа Wheels у Аустралији, и изабран је као најбољи избор за субкомпактни СУВ испод 25.000 долар од стране Consumer Reports .
УС Невс & Ворлд Репорт рангирао је Мазду CX-30 на број 1 (изједначен са Киа Соул и Хjундаи Кона) на својој листи најбољих субкомпакт СУВ возила за 2022, дајући јој оцену 8,4 од 10.

## Продаја
2021. СX-30 је постао најпродаванији аутомобил у Колумбији.
| Година | Продаја | Продаја | Продаја | Продаја | Продаја | Продаја    | Продаја | Продаја   | Продаја | Глобална производња |
| Година | Јапан   | САД     | Мексико | Канада  | Европа  | Аустралија | Кина    | Колумбија | Тајланд | Глобална производња |
| ------ | ------- | ------- | ------- | ------- | ------- | ---------- | ------- | --------- | ------- | ------------------- |
| 2019   | 9,068   | 899     | 2,073   |         | 14,438  |            |         |           |         |                     |
| 2020   | 15,937  | 38,064  | 7,313   | 9,017   | 48,801  | 8,998      | 18,120  | 5,629     | 5,725   | 82.329              |
| 2021   | 19.355  | 60,185  | 9,162   | 11,407  | 49,153  | 13.309     | 15,494  | 11.214    | 6.691   | 187.492             |
| 2022   | 16,176  | 52.808  | 5,093   | 6,863   |         | 13.891     |         | 6.578     | 6.092   | 172.057             |